# Alpine A610
O Alpine A610 foi produzido pela fabricante francesa Alpine, de propriedade da Renault , de 1991 a 1995. Ele substituiu o Alpine A310 , com o qual compartilhou muitos recursos, incluindo o layout e motor.
Devido a um orçamento limitado no início do projeto, sua aparência não difere muito do GTA, e parece bastante semelhante ao GTA dos EUA com seus faróis pop-up. No entanto, é um carro completamente diferente, compartilhando apenas as janelas com o GTA. Os conceitos básicos de todos os carros Alpine estão lá (por exemplo, o motor traseiro e o chassi de aço da espinha dorsal que todos os Alpines desde o A110 possuíam). O carro foi marcado apenas como um Alpine, pois ligar a Alpine e a Renault (primeiro como Alpine-Renault e depois Renault-Alpine) parecia prejudicar a imagem esportiva da marca Alpine. O motor PRV permaneceu, mas foi ampliado para 3,0 litros (2.975 cc),  que permitiu produzir 250 PS (247 cv); 184 kW) a 5.750 rpm  e 350 N⋅m (258 lbf⋅ft) de torque a 2.900 rpm.  O motor tinha originalmente 2.975 cc (3,0 L; 181,5 cu in), mas, como em todos os motores de PRV, foi reduzido para 2.963 cc (3,0 L; 180,8 cu in) em março de 1993 para melhor adequar-se ao sistema de tributação suíço.
O A610 Albertville 92 foi apresentado em 1991 para os Jogos Olímpicos. Dois exemplos, e outros carros da Renault, foram usados para VIPs, antes de serem vendidos. Eles tinham uma cor específica (Gardenia White) e um interior, mas usavam o motor padrão e as especificações técnicas.
O A610 Magny-Cours foi criado em comemoração a vitória da Williams-Renault na Fórmula 1 no Grande Prêmio da França em Magny-Cours em julho 1991 . Foram construídos 31 carros, com cor e interior específicos. Eles carregam uma lenda "Magny-Cours" nas portas e têm aros na cor da carroceria.
O A610 não resultou em uma melhoria nas vendas em relação ao comercialmente decepcionante GTA e o carro foi descontinuado em 1995, apesar dos elogios da imprensa automobilística e da aprovação do programa britânico Top Gear. O A610 era o último carro a levar o nome Alpine até o lançamento em 2017 do novo Alpine A110 . Após o término da produção do A610, a fábrica da Alpine em Dieppe produziu o Renault Spider. 818 foram construídos, 67 dos quais com volante à direita. As vendas nos dois primeiros anos foram aceitáveis, mas de 1993 até a produção terminar em 1995, apenas 80 carros foram construídos.
No filme de DVD de Jeremy Clarkson, de 2007, "Supercar Showdown", a produção destruiu um exemplar particularmente raro do A610 com voltante á direita, o colidindo contra uma Barreira New Jersey de concreto.